# Amandinha
Amanda Lyssa de Oliveira Crisóstomo, más conocida como Amandinha, (Fortaleza, Brasil, 5 de septiembre de 1994) es una jugadora de fútbol sala brasileña. Juega de ala y su equipo actual es el MSC Torreblanca FS de la Primera División de fútbol sala femenino de España. Ha sido elegida como mejor jugadora de fútbol sala del mundo durante ocho años consecutivos, en los años 2014, 2015, 2016, 2017, 2018, 2019, 2020 y 2021, siendo la jugadora que más galardones tiene.

## Trayectoria
En el año 2011 se muda de su ciudad natal para jugar en el Barateiro Futsal, dónde consiguió dos Copa Libertadores. En el año 2017 ficha por el Leoas da Serra volviendo a ganar la Copa Libertadores en el año 2018 y la Copa Intercontinental en 2019. Al terminar el año 2021 deja Brasil para fichar por el Torreblanca Melilla.

## Selección nacional
Ha sido campeona mundial con la selección de Brasil en tres ocasiones, en los mundiales de 2013, 2014, 2015 y dos veces de la Copa América en los años 2017 y 2019.

## Palmarés y distinciones
- Campeonato del mundo de selecciones: 3

2013, 2014 y 2015
- Copa América: 4

 2017
 2019
 2023
 2025
- Copa Intercontinental: 1

2019
- Copa Libertadores: 3

2015, 2016 y 2018
- Copa de la Reina de España: 1

2024.
- Futsal Awards (como mejor jugadora): 8

2014, 2015, 2016, 2017, 2018, 2019, 2020 y 2021.